# Саникандро ди Бари
Саника̀ндро ди Ба̀ри (на италиански: Sannicandro di Bari, на местен диалект Sannecàndre, Санекандре) е град и община в Южна Италия, провинция Бари, регион Пулия. Разположен е на 183 m надморска височина. Населението на общината е 9780 души (към 2013 г.).